# صيغة تكامل المسار
في ميكانيكا الكم، صيغة تكامل المسار هي وصف خاص بنظرية الكم يعمم مبدأ عمل الميكانيكا الكلاسيكية. وتحل مكان فكرة المسار الكلاسيكي الوحيد في نظام ذي تكامل وظيفي من خلال مجموعة لا نهائية من مسارات ميكانيكيا الكم الممكنة لحساب سعة الاحتمال.

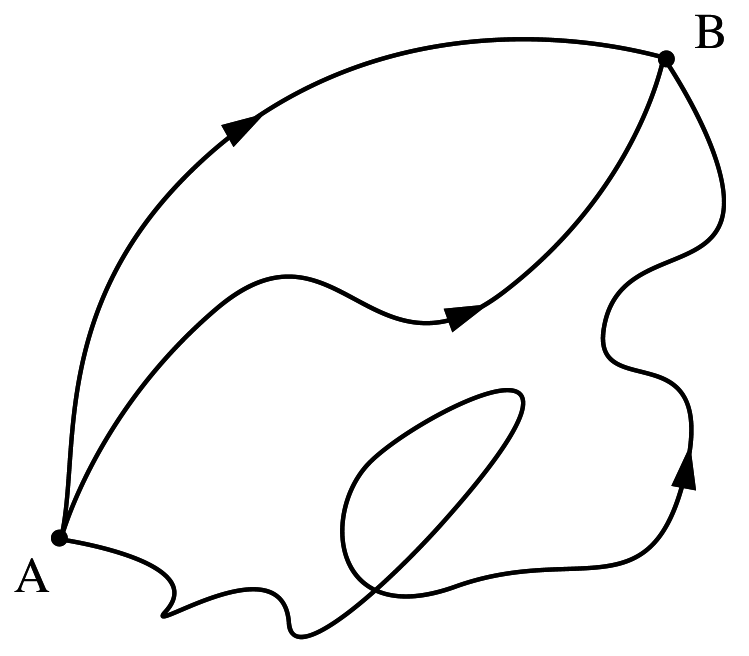

أثبتت هذه الصيغة الأهمية الكبيرة لتطور الفيزياء النظرية، لأن انجاز تناظر لورينتز (إدخال مكونات الزمان والمكان للكميات في المعادلات بالطريقة نفسها) أسهل من ادخال الطابع الأساسي للكميات على المسار. تسمح الصيغة المتكاملة للمسار بتغيير نظام الإحداثيات بسهولة بين الأنواع الأساسية المختلفة في نفس النظام الكمي بخلاف الأساليب السابقة. ولها ميزة أخرى، فهي أسهل من الناحية العملية في تخمين الشكل الصحيح لنظام لاغرانجيان، والذي يدخل في الصيغة المتكاملة للمسار مقارنة بالمؤثر الهاملتوني. تشمل الجوانب السلبية المحتملة لهذه الصيغة أن صيغة قانون الوحدوية (أن يكون مجموع احتمالات جميع النتائج الممكنة واحدًا) لمصفوفة إس تعتبر صيغة غامضة. وقد ثبت أن الصيغة المتكاملة للمسار في ميكانيكا الكم تعادل الصيغ الأخرى في ميكانيكا الكم ونظرية المجال الكمي. وبالتالي، ومن خلال عملية استخلاص أي صيغة من الأخرى، تزول المشكلات المرتبطة بإحدى الطرق (كما يتضح من تناظر لورينتز أو الوحدوية).
ترتبط صيغة تكامل للمسار أيضًا بالعمليات الكميّة والتصادفية، ما وفر أساسًا لصياغة المعادلات في سبعينيات القرن الماضي، ووحد نظرية الحقل الكمي مع نظرية الميكانيكا الإحصائية لحقل متذبذب في مجال التحول الطوري الثاني. معادلة شرودنغر هي معادلة نشر تحتوي ثابت نشر وهمي، والصيغة المتكاملة للمسار هي امتداد تحليلي لطريقة تلخص كل الطرق العشوائية الممكنة.
تنسب فكرة الصيغة المتكاملة للمسار إلى نوربرت فينر، الذي قدم نموذج عملية فينر المتكامل لحل مسائل النشر والحركة البراونية. امتدت هذه الفكرة لتشمل استخدام نظام لاغرانجيان في ميكانيكا الكم من قبل بول ديراك في مقاله عام 1933. طور ريتشارد فاينمان الطريقة النهائية في عام 1948. وأعدت بعض الأبحاث الاولية في وقت سابق ضمن رسالة دكتوراه تحت إشراف جون أرتشيبالد ويلر. كانت نقطة الانطلاق الدافع الاساسي للرغبة في الحصول على صيغة ميكانيكية كمية لنظرية امتصاص أويلر-فاينمان باستخدام نظام لاغرانجيان (بدلاً من الهاميلتوني).

## مبدأ العمل الكمي
يعتبر المؤثر الهاملتوني في الميكانيكا الكمية مصدر التحليلات الزمنية كحال الميكانيكا الكلاسيكية. ويعني ذلك أن حالة الشيء في وقت لاحق تختلف قليلاً عن حالته في الوقت الحالي نتيجة لمؤثر التشغيل الهاملتوني (مضروب في الوحدة التخيلية السلبية −i). يعد ذلك ترجمة لعلاقة دي برولي بين التردد والطاقة في الحالات ذات الطاقة المعروفة، وتتفق مع العلاقة العامة بالإضافة إلى مبدأ التراكب معها.
اشتُقّ المؤثر الهاملتوني في الميكانيكا الكلاسيكية من لاغرانجيان، وهو ثابت مهم جدًا في النسبية الخاصة. يوضح المؤثر الهاملتوني كيفية مضي الوقت، لكن الوقت يكون مختلفًا في الأطر المرجعية المختلفة. ثابت لاغرانجيان هو ثابت يقيس لورنتز، والمؤثر الهاملتوني هو العنصر الزمني في بيئة ذات أربعة متجهات.
يختلف المؤثر الهاملتوني عند اختلاف الأطر، ويعد هذا النوع من التناظر غير واضح في الصيغ الأصلية لميكانيكا الكم.
المؤثر الهاملتوني تابع للمكان والقوة معًا، ويحدد المكان والقوة في وقت لاحق. ودالة لاغرانجيان هي دالة للمكان في الزمن الآني والمكان بعد زمن قليل (أو تابع للمكان والسرعة إذا تساوت الفواصل الزمنية غير المتناهية في الصغر). تحدد العلاقة بين الاثنين عن طريق تحويل ليجاندر، والشرط الذي يحدد المعادلات الكلاسيكية للحركة (معادلات أويلر-لاغرانج) هو أن للعمل حدودًا قصوى.
من الصعب تحديد تحويل ليجاندر في ميكانيكا الكم لأن الحركة لا تتبع مسارًا محددًا.

## تفسير فاينمان
لم يقدم عمل ديراك وصفًا دقيقًا لطرق حساب العمليات على المسارات، ولم يُظهر امكانية استنتاج معادلة شرودنغر من هذه القاعدة. بل فعل ذلك فاينمان. أي أن المسار الكلاسيكي ينشأ بشكل طبيعي ضمن الحدود الكلاسيكية.
أظهر فاينمان أن دراسات ميكانيكا الكم التي قام بها ديراك كانت مماثلة في معظم الحالات للميكانيكا الكلاسيكية وصحيحة بشكل كافٍ. ويعني ذلك أن الحركة الكلاسيكية هي مرحلة من الحركة الكمية بين نقطتين ثابتتين. اقترح استنتاج جميع حالات ميكانيكا الكم من الفرضيات التالية:
1. يعطى احتمال حدث ما بواسطة تربيع معاملات اعداد مركبة تسمى سعة الاحتمال.
2. تعطى سعة الاحتمال بإضافة مساهمات جميع المسارات معًا.
3. تتناسب مساهمة المسار مع eiS/ħ، إذ تمثل S العمل المُقدم بتكامل لاغرانجيان بالنسبة للوقت على طول المسار.

من أجل إيجاد سعة الاحتمال الإجمالية لعملية معينة يجب إضافة أو إجراء تكامل سعة الاحتمال الثالث لفضاء جميع المسارات المحتملة للنظام بين الحالتين الأولية والنهائية، بما في ذلك الاحتمالات الضعيفة تبعًا للمعايير الكلاسيكية. عند حساب سعة احتمال انتقال جسيم واحد من إحداثيات زمكان إلى أخرى، يجب حساب المسارات والمنحنيات التي تسلكها الجسيمات والتي ينطلق فيها الجسيم إلى فضاء أكبر ويعود مرة أخرى. تحدد الصيغة المتكاملة للمسار وزنًا متساويًا لكل هذه السعات، لكنه يختلف بمقدار طور الموجة أو قيمة الرقم المركب. قد تلغى المسارات البعيدة جدًا عن المسار الكلاسيكي من خلال التداخل.
أظهر فاينمان أن صيغة ميكانيكا الكم هذه تماثل النهج الشامل لميكانيكا الكم عندما يكون مؤثر هاملتون من الدرجة الرابعة بالنسبة للقوة. تحقق السعة المحسوبة وفقًا لمبادئ فاينمان معادلة شرودنغر التي تحوي مؤثر هاملتون المطابق للعمل المحدد.
تمثل الصيغة المتكاملة لمسار في نظرية المجال الكمي سعة الاحتمال (المتعلق بتابع الترابط الكلاسيكي) كمجموع موزون لكافة الطرق المحتملة لحركة النظام بين الحالة الأولية والحالة النهائية. ويعتبر مخطط فاينمان تمثيلًا بيانيًا للمساهمات غير الثابتة في سعة الانتقال.

## تكامل المسار في الفيزياء الكمية

### اشتقاق الفترات الزمنية القصيرة
تمثل إحدى الطرق الشائعة لاشتقاق صيغة تكامل المسار تقسيم الفاصل الزمني إلى أجزاء صغيرة. وعند فعل ذلك، تخبرنا صيغة تروتر أننا نستطيع تجاهل عدم حدوث عملية التبديل بين الطاقة الحركية والطاقة المحتملة.
تجري عملية تقريب تكامل المسار بالنسبة للأجسام ذات الاحتمالات السلسة لمسارات متعرجة، والتي تعتبر نتاج تكاملات عادية في بعد واحد. يعطى التسلسل الزمني لحركة الجسيم من المكان xa في الوقت ta إلى المكان xb في الوقت tb كالتالي:
{\displaystyle t_{a}=t_{0}<t_{1}<\cdots <t_{n-1}<t_{n}<t_{n+1}=t_{b}}
والتي يمكن تقسيمها إلى n + 1 أجزاء أصغر tj − tj − 1، وتكون للأجزاء j = 1, ..., n + 1   مدة ثابتة
{\displaystyle \varepsilon =\Delta t={\frac {t_{b}-t_{a}}{n+1}}.}
وتسمى هذه العملية تقسيم الوقت.
يمكن حساب نتيجة تقريبية لتكامل المسار كالتالي:
{\displaystyle \int \limits _{-\infty }^{+\infty }\cdots \int \limits _{-\infty }^{+\infty }\exp \left({\frac {i}{\hbar }}\int _{t_{a}}^{t_{b}}L{\big (}x(t),v(t){\big )}\,dt\right)\,dx_{0}\,\cdots \,dx_{n},}
حيث L(x, v) هي نظام لاغرانجيان في نظام أحادي البعد مع الاخذ بعين الاعتبار متغير المكان x(t) والسرعة v = ẋ(t)، ويتوافق المشتق dxj مع المكان في كل خطوة زمنية j عند تقريب وقت التكامل بمجموع n.
ويصبح التكامل عندما تسعى إلى اللانهاية ∞ → n تكاملًا وظيفيًا، وهو نتاج سعات الاحتمال xb, tb|xa, ta (عندها يجب التعامل مع الطيف المستمر والكثافة المتعلقة به) للعثور على الجسيم الميكانيكي الكمي في الزمن ta في حالته الأولية xa، وفي الزمن tb في حالته النهائية xb.